# Ingram de Ketenis
Ingram de Ketenis ou de Kethenys est un prélat écossais mort en 1407 ou 1408.
Originaire de l'Angus, il étudie à l'université de Paris avant d'occuper la charge d'archidiacre de Dunkeld pendant plus d'un demi-siècle. Lorsque le pape d'Avignon Clément VII propose de le nommer évêque de Galloway, en 1378 ou 1379, il refuse cette nomination.
Le monument funéraire d'Ingram de Ketenis, préparé à Tealing dans les années 1380, subsiste encore à ce jour, bien qu'il n'ait en fin de compte pas servi.

## Biographie

### Origines
Ingram de Ketenis est né avant 1321. Il est l'un des trois fils connus de John de Ketenis, propriétaire du domaine de Kettins (en), dans l'Angus ; ses frères s'appellent John et Robert. Il est le neveu de l'évêque de Moray John de Pilmuir (en), et donc également celui de l'évêque de Dunkeld Richard de Pilmuir (en),,. Dans les années 1340, il étudie à l'université de Paris. Il suit les cours de son compatriote Walter Wardlaw et décroche sa licence ès arts en mai 1347, bien qu'il ne termine jamais son baccalauréat. Il rentre en Écosse en 1347, mais retourne à Paris en mai 1349 pour passer sa maîtrise.
En 1344 ou 1345, Ingram se rend à la cour d'Avignon avec son oncle Richard de Pilmuir pour y obtenir des faveurs. Le 25 janvier 1345, le pape Clément VI lui confère l'église de « Blair » (Blairgowrie) et charge l'abbé de Coupar Angus, l'abbé de Scone et le prieur de St Andrews (en) de la lui remettre. Cependant, rien ne permet d'affirmer qu'Ingram ait obtenu le contrôle entier de cette église avant 1349 au plus tôt. Il devient entre-temps chanoine dans le diocèse d'Aberdeen le 18 mai 1347 et dans le diocèse de Moray le 10 mai 1349, mais il ne semble jamais avoir occupé l'une ou l'autre de ces charges de manière permanente. En 1349, il fait un nouveau voyage en Avignon à propos de la chanoinerie de Moray. La même année, soit avant, soit après son séjour en Avignon, il passe à Paris où il présente des pétitions au nom de son frère John et de son cousin Thomas de Pilmuir. On le retrouve en Avignon en 1350, où il est décrit comme le secrétaire de la reine Jeanne de la Tour. Il reçoit une nouvelle charge de chanoine, celle-ci dans le diocèse de Glasgow, mais comme les autres, elle ne semble pas avoir été réellement occupée par Ingram,.

### Archidiacre de Dunkeld
Ingram de Ketenis devient archidiacre de Dunkeld à une date inconnue entre 1352 et 1359. Son prédécesseur, Adam Pullur, meurt avant le 13 juillet 1352, date à laquelle la candidature d'un certain John de Ethie est proposée, mais c'est un échec,. L'inscription sur son monument funéraire affirme qu'il a 31 ans lorsqu'il devient archidiacre, ce qui implique qu'il l'est devenu en 1351 ou 1352, ou du moins que ses prétentions sur ce titre ont débuté l'une ou l'autre de ces années,. Il abandonne ses droits sur l'église de Blairgowrie le 12 février 1357 et apparaît comme archidiacre de manière indiscutable le 13 août 1359, date à laquelle il témoigne sur une charte de son oncle, l'évêque John de Pilmuir, en cette qualité,,. Cette charge s'accompagne de l'église paroissiale de Tealing, dans l'Angus.
Son apparence suivante dans les sources d'époque date de 1361 : il figure comme sous-collecteur de l'impôt pontifical auprès de William de Greenlaw, archidiacre de St Andrews et doyen de la cathédrale de Glasgow,. Le 17 avril 1371, il est chargé d'arbitrer la querelle opposant un chevalier à l'abbaye de Paisley en tant que mandataire du pape. À une date inconnue entre le 15 juillet 1378 et le 26 février 1379, le pape d'Avignon propose la candidature d'Ingram à l'évêché de Galloway contre Oswald de Glenluce, le candidat de son rival le pape de Rome Urbain VI,. Cette candidature est due à l'influence de l'ancien professeur d'Ingram, Walter Wardlaw, devenu évêque de Glasgow. Cependant, Ingram semble ne pas vouloir de ce poste et élève des arguments contre sa propre élévation. En fin de compte, c'est Thomas de Rossy que choisit Clément VII pour devenir évêque de Galloway.
Ingram reste donc archidiacre de Dunkeld, bien que Walter Trail (en) ait été choisi pour succéder à Ingram comme archidiacre après son élévation,. Le 13 février 1392, il offre à la chapellenie de Saint-André à Dundee des terres qu'il a héritées de son père à Kettin,. Il détient la position d'archidiacre de Dunkeld au moins jusqu'en 1398, et peut-être jusqu'en 1407 au plus tard. À un point inconnu de cette fourchette, il témoigne sur une charte du comte de Crawford (en) David Lindsay (en). Il procède ultérieurement à un échange de charges avec Richard de Cornell, lui cédant celle d'archidiacre de Dunkeld en échange de l'église de Kilmory (en), sur l'île d'Arran, dans le diocèse des Îles.

## Monument funéraire

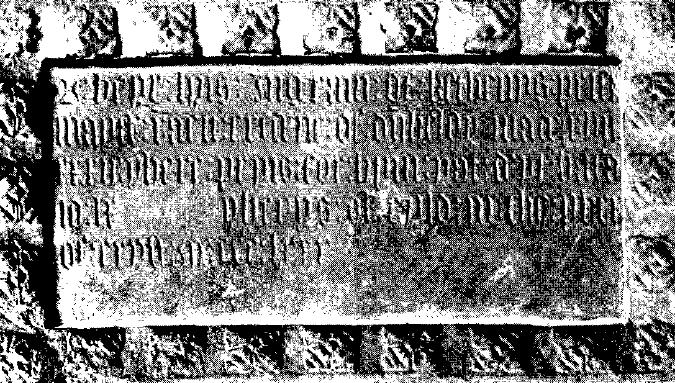
19th century sketch of Ingram's inscribed funeral monument.

Dans les années 1380, un monument funéraire est préparé pour Ingram de Ketenis à l'église paroissiale de Tealing : une pierre tombale avec une inscription partiellement incomplète. Ce mémorial subsiste à l'intérieur de l'église, bien que celle-ci ait changé d'emplacement à une date ultérieure. L'inscription est la suivante :

« heyr lyis Ingram of kethenys prist maystir in arit ersdene of dunkeldyn made in his xxxii yhere prayis for hym yat deyit hafand lx ... [sic] ... yherys of eld in the yher of cryst M: ccc: lxxx,, »

« Ci-gît Ingram de Kethenys, prêtre, maître ès arts, archidiacre de Dunkeld, fait dans sa trente-deuxième année. Priez pour lui qui mourut en ayant (atteint) l'âge de soixante (espace vierge) ans, en l'année du Christ 138 (espace vierge). »

Cette inscription est la plus ancienne connue à avoir été rédigée en Écosse au nord du Forth en langue vernaculaire (le moyen scots). Les espaces vierges laissés dans l'âge et la date impliquent qu'Ingram ne compte pas vivre plus d'une décennie après la réalisation de cette plaque. Les événements le détrompent, puisqu'il survit jusqu'au début du XVe siècle. Il est encore en vie le 6 avril 1407, mais meurt avant juillet 1408, lorsqu'un document pontifical signale sa mort récente et la vacance de l'église de Tealing.